# Hôtel d'Ulmo
L'Hôtel d'Ulmo se situe au 15 rue Ninau, dans le centre historique de Toulouse. Il est construit entre 1526 et 1536 sur une ancienne et importante bâtisse du XVe siècle, pour le magistrat Jean de Ulmo. Il est principalement connu pour avoir été l'œuvre de la vie de Ulmo, mais aussi pour être un ouvrage précurseur dans l'architecture qui va marquer les nombreux hôtels particuliers que la ville va accueillir au cours de cette période. 

## Histoire
L'hôtel est d'abord né du projet fou de Jean de Ulmo. Il est né à la fin du XVe siècle d'une bonne famille, dont plusieurs aïeux ont exercé la charge de capitouls. Il manque cependant d'argent pour assouvir ses projets de grandeur, et il rêve d'acquérir le niveau de vie qu'ont les grands marchands de pastel de la ville, comme Jean de Bernuy ou Pierre d'Assézat. Jeune étudiant en droit, il décide donc de s'appuyer sur ses connaissances riches pour lui offrir une charge de magistrat, et de gagner sa vie grâce à la corruption. Il devient ainsi avocat général au Parlement de Toulouse en 1526, président à mortier en 1529. 
Cependant, un marchand de Montauban, nommé Jean Martel, après avoir été lésé par le magistrat, se décide à réunir des preuves de sa corruption et porte le dossier devant la justice royale. Reconnu coupable, il est en 1537 mis au pilori et marqué au fer rouge, et son hôtel est offert en dédommagement au marchand. 
Emprisonné à vie, il falsifie les comptes de Fort de Saint Malo où il était incarcéré, ce qui lui vaut d'être pendu en 1549. Sa devise "Durum Patientia frango " gravée au-dessus de la port de la tour hexagonale, se traduit par : "Ma persévérance triomphe de tout".
L'hôtel est acheté vers 1653 par le premier président du Parlement de Toulouse, Gaspard de Fieubet. Il passe ensuite à la famille de Lombrail.
C'est aussi le lieu de naissance du poète Jules de Rességuier, comme le rappelle une plaque commémorative, dans la rue Ninau.

## Description
L'hôtel est principalement connu pour avoir accueilli le premier escalier droit dans un logis de Toulouse, en opposition aux escaliers en vis médiévaux qui étaient jusque là utilisés. De plus, l'entrée de l'hôtel conserve son baldaquin de marbre surmontant un perron fait dans la même pierre et des bouteroues placées là lors du percement du passage pour les calèches au XIXe siècle. 

## Galerie

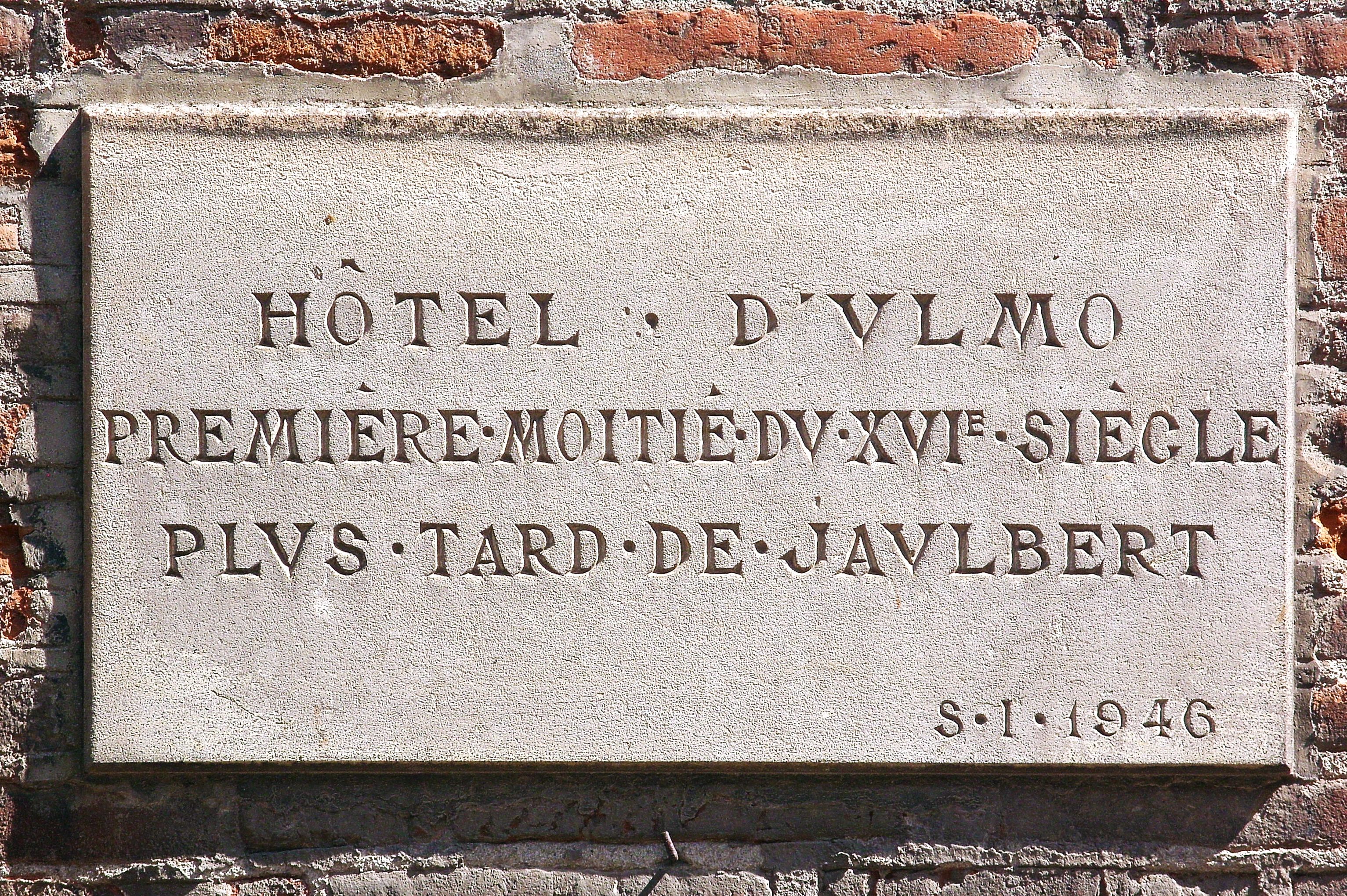
Plaque Rue Ninau
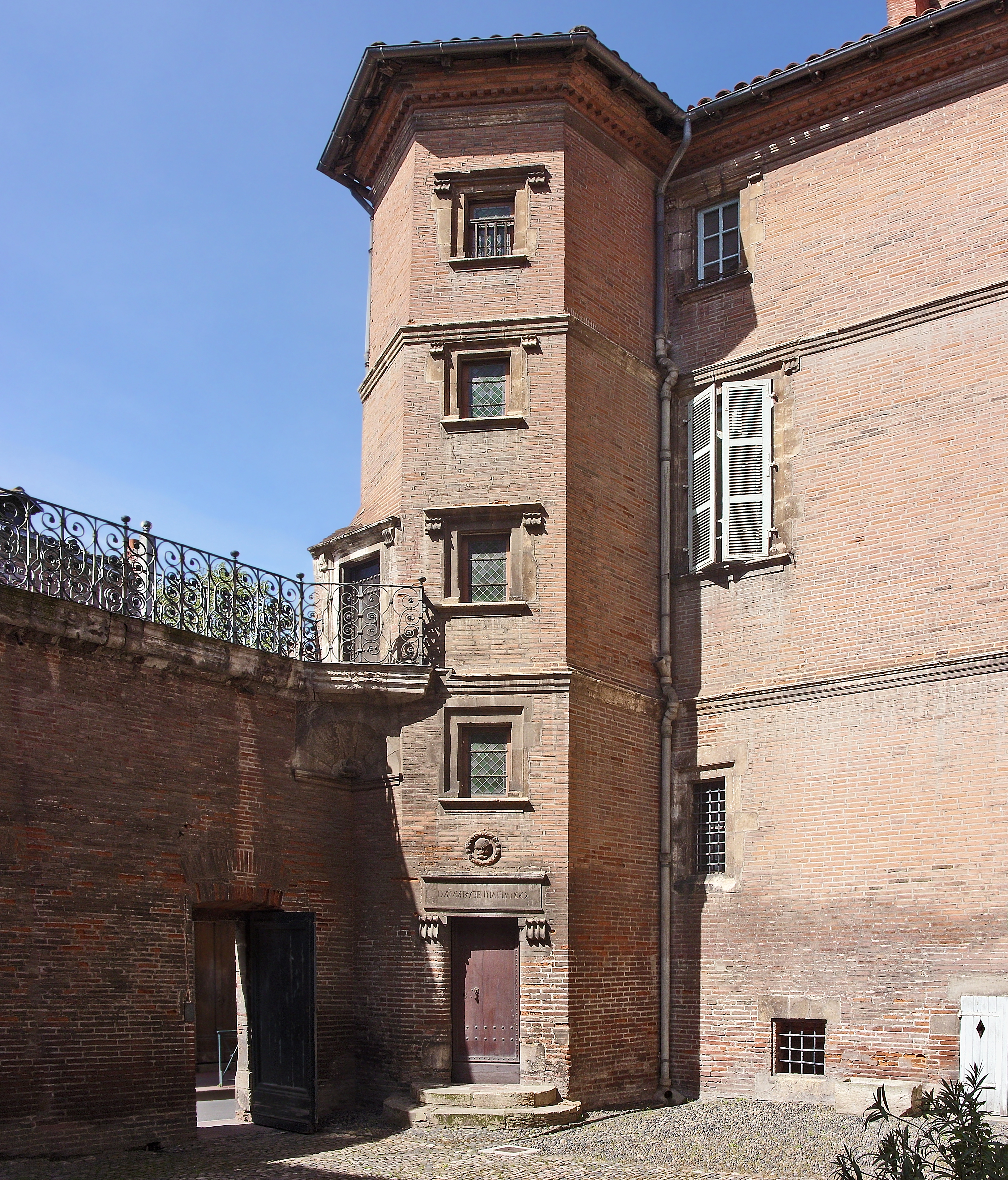
La Tour hexagonale
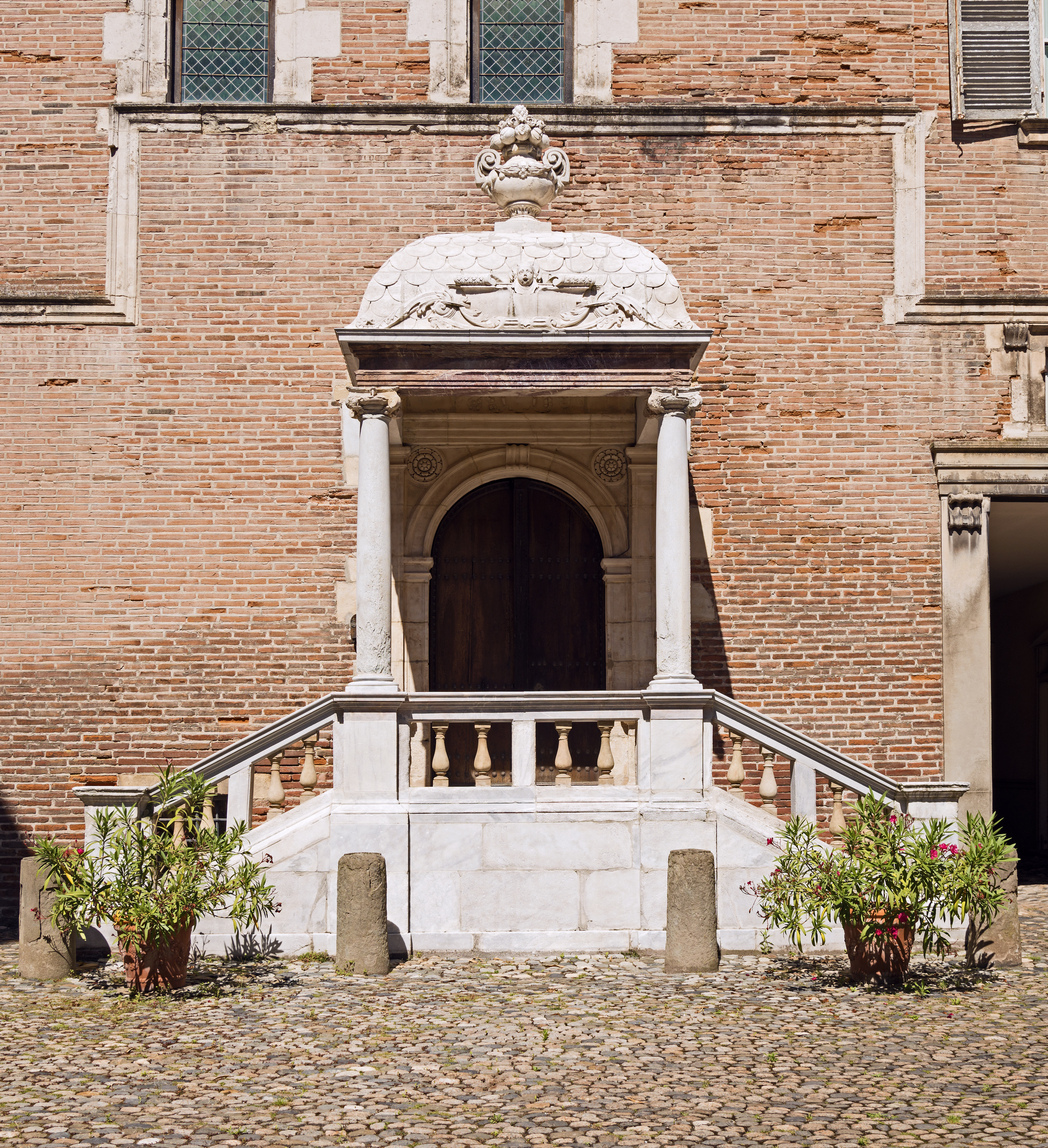
Le baldaquin de marbre de l'entrée
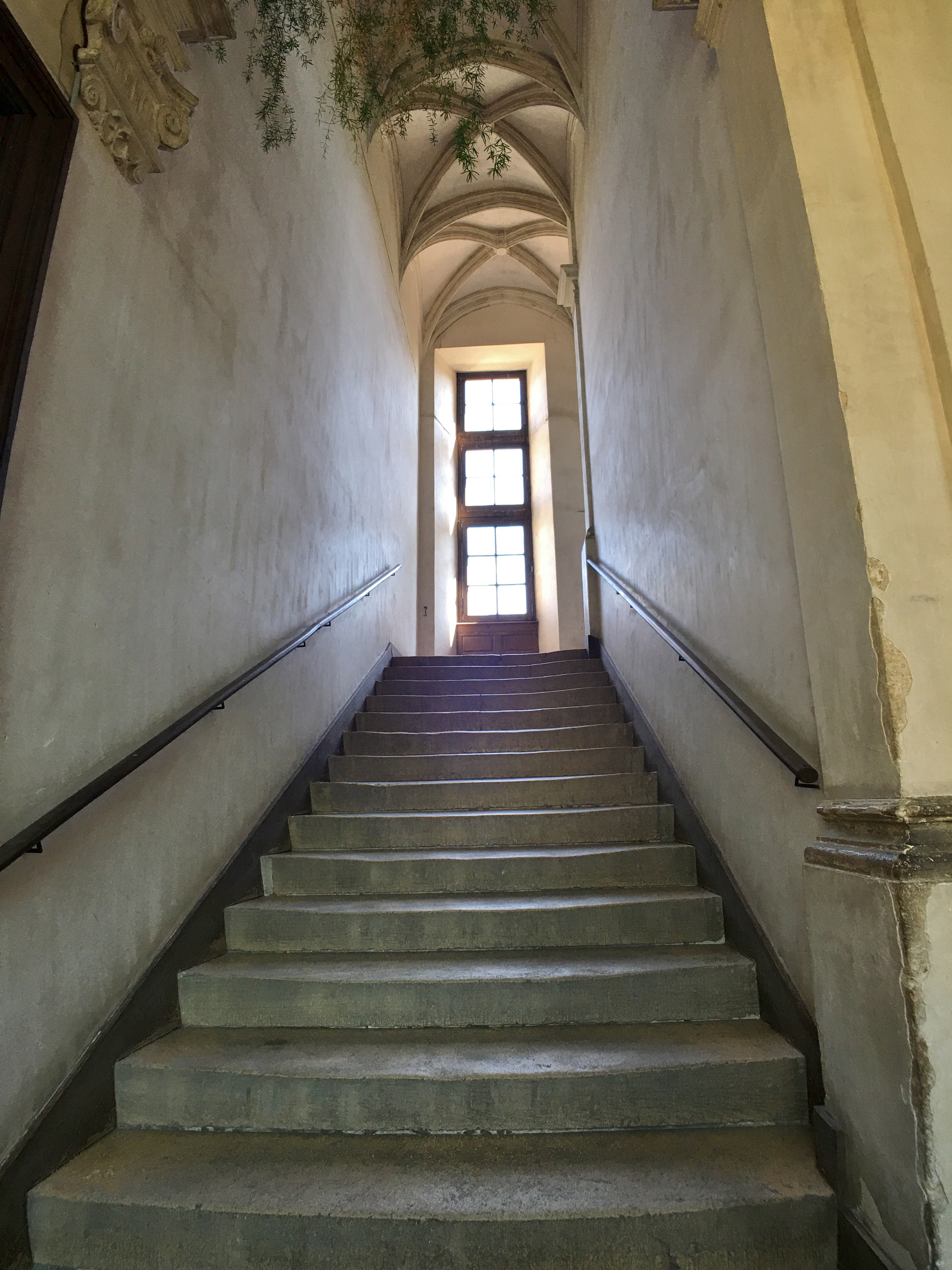
L'escalier de l'hôtel d'Ulmo est le premier escalier droit de Toulouse.
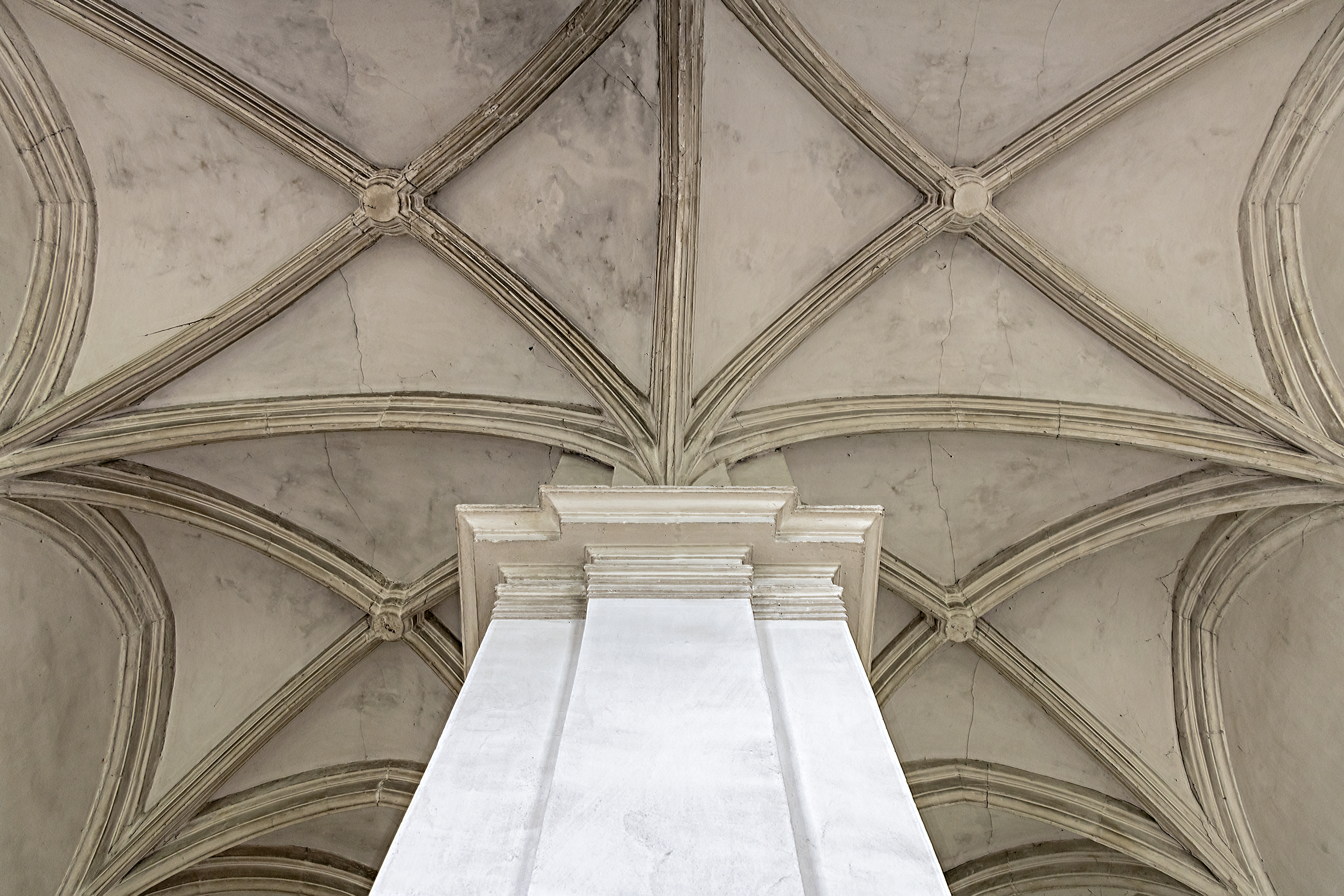
Plafond de l'escalier principal en croisée d'ogives
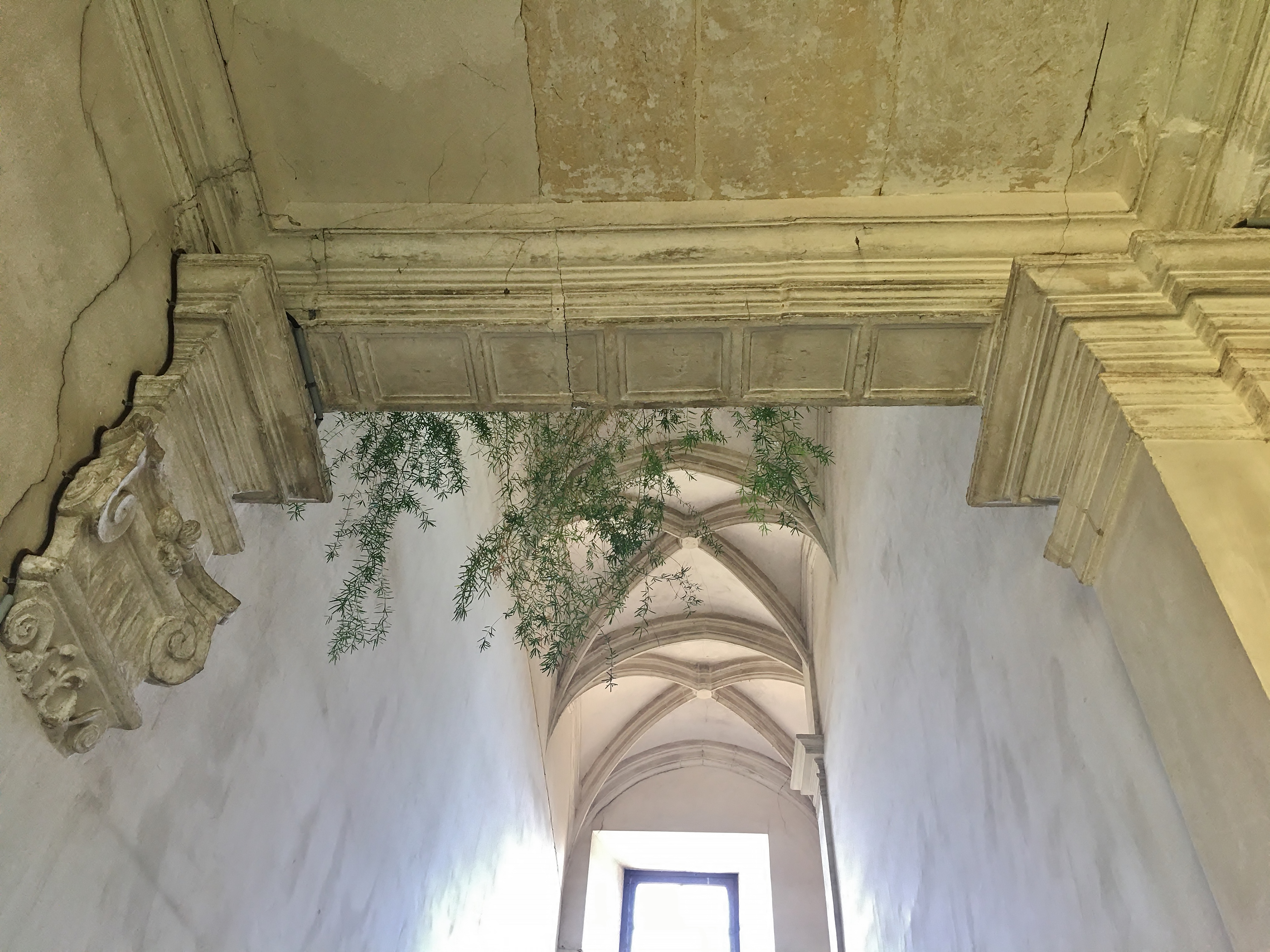
Décor de l'escalier
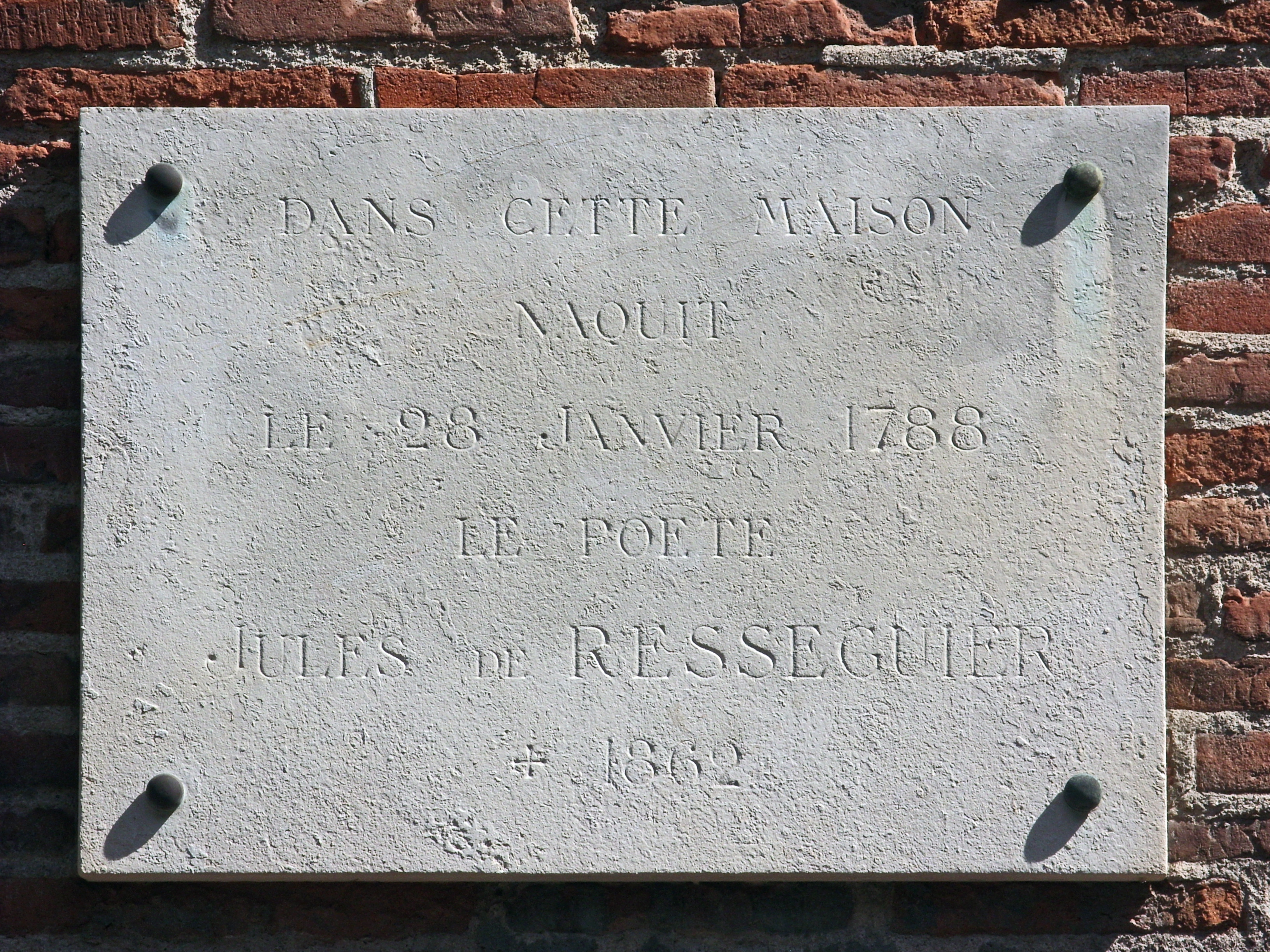
Plaque commémorative de la naissance de Jules de Rességuier
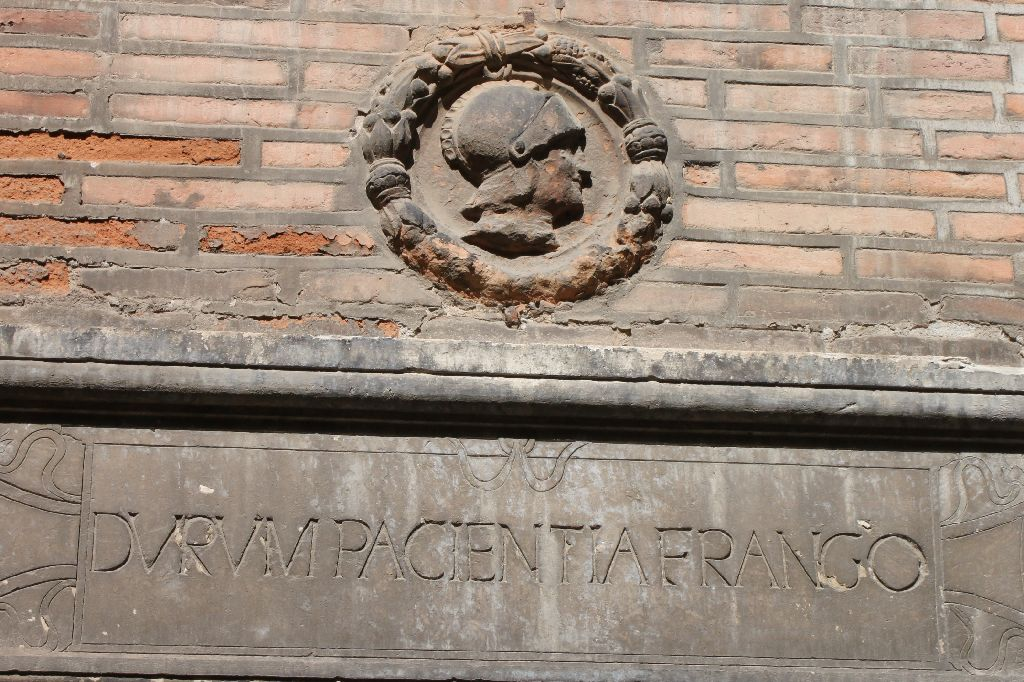
Devise en latin de Jean d'Ulmo : DURUM PACIENTIA FRANGO
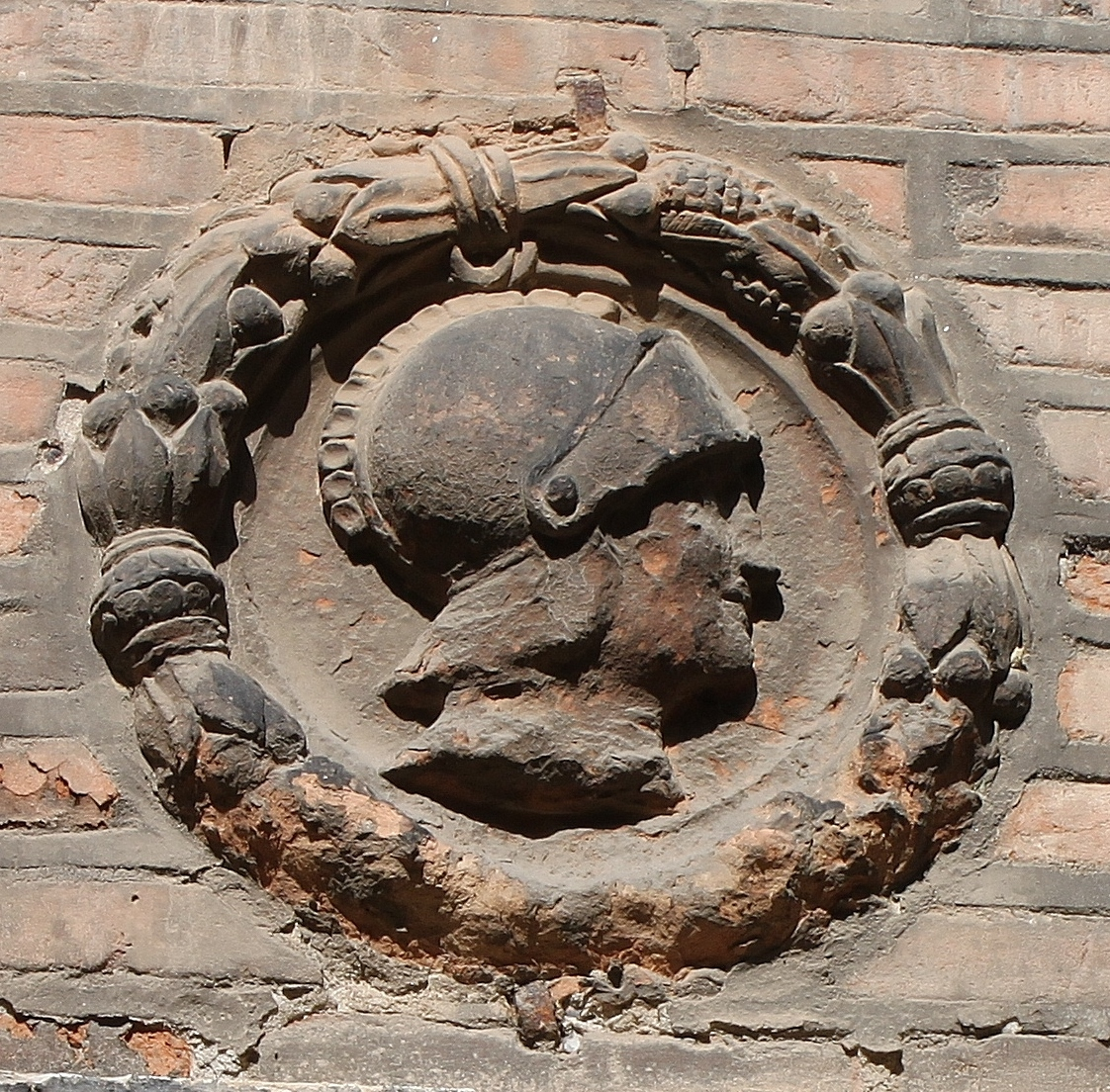
Portrait en médaillon de Jean d'Ulmo
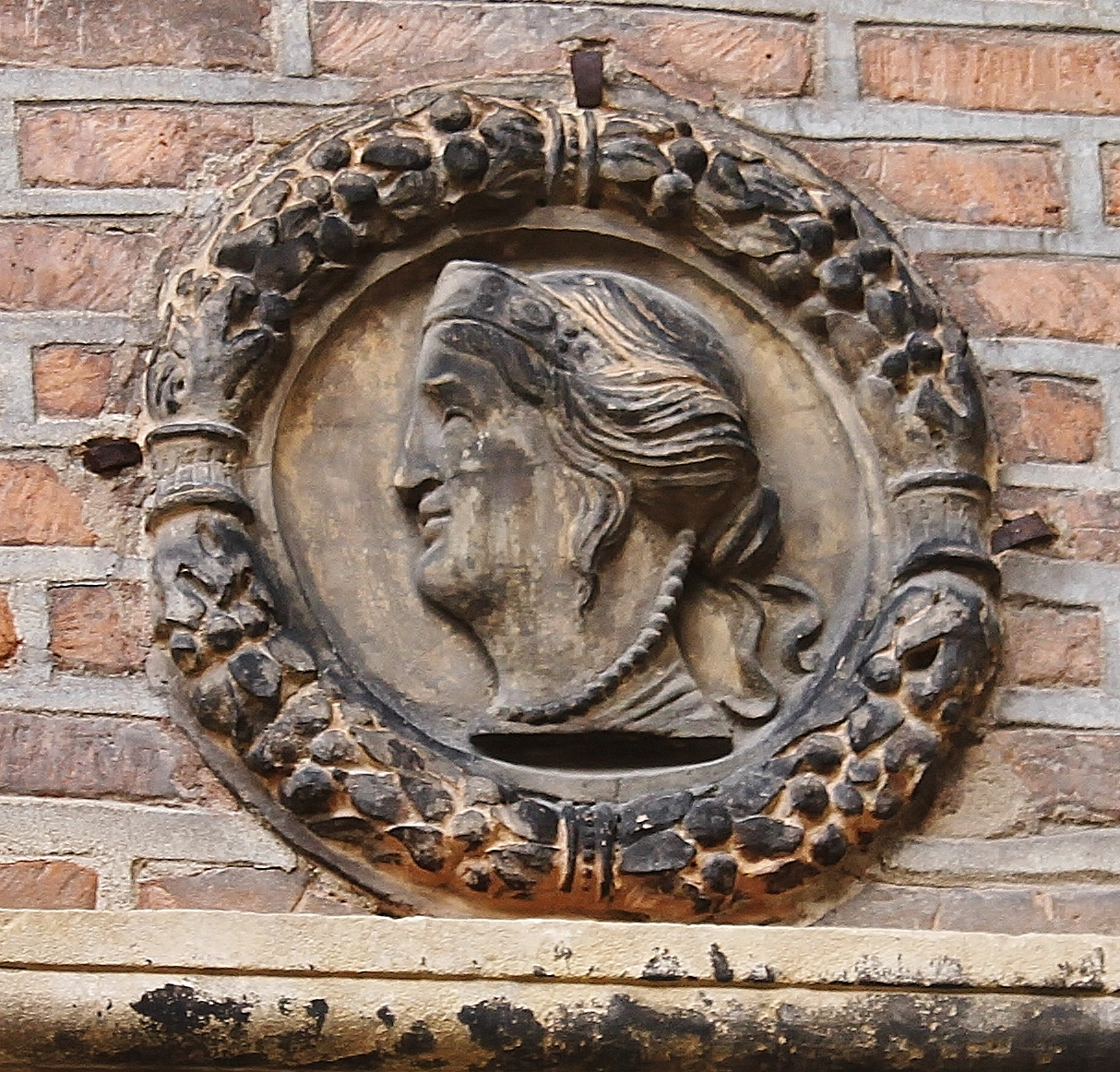
Portrait en médaillon de Mme d'Ulmo

## Monument historique
Cet hôtel particulier est inscrit monument historique le 16 juillet 1925.